# Alessandro della Rovere
Pour les autres membres de la famille, voir Famille Della Rovere.
Le marquis Alessandro della Rovere (né le 16 octobre 1815 à Casale Monferrato, mort le 17 novembre 1864 à Turin) est un général italien du XIXe siècle.

## Biographie
Issu d'une ancienne famille de Savone installée dans le Piémont, Alessandro della Rovere naît en 1815 à Casale Monferrato. Il est le fils cadet du marquis Luigi et de Leopoldina Enrielli di Donnaz, et a pour frères le général Federico della Rovere et le photographe Vittorio della Rovere.
Officier de carrière, il participe à la première guerre d'indépendance, à la guerre de Crimée et à la deuxième guerre d'indépendance. Alessandro della Rovere est l'un des artisans de l'unité italienne. Nommé lieutenant général de l'armée du royaume de Sardaigne en 1859, il est intendant général de l'armée sarde en 1860, et a le grade de général de division dans l'armée royale. En avril 1861, il est nommé lieutenant général du roi dans les provinces siciliennes, jusqu'en septembre de la même année, date à laquelle il est nommé ministre de la Guerre. Dans l'île, il considère la question sicilienne principalement comme un problème de police, à résoudre dans le cadre de la sécurité publique.
Il est en effet l'un des premiers ministres du nouveau royaume d'Italie, occupant le ministère de la Guerre dans trois gouvernements : Ricasoli I (15 septembre 1861 - 6 mars 1862), Farini et Minghetti I (1861-1864). Il est mort deux mois après avoir quitté le ministère.
En novembre 1861, il avait été nommé sénateur du royaume par le roi.

## Décorations

### Distinctions italiennes
- Chevalier grand-croix décoré du grand cordon de l'ordre des Saints-Maurice-et-Lazare
- Grand officier de l'ordre militaire de Savoie - 1er juin 1861[7]
- Chevalier de l'ordre militaire de Savoie - 12 juin 1856[7]
- Médaille d'argent de la valeur militaire
- Médaille commémorative de l'Unité italienne
- Médaille commémorant les campagnes des guerres d'indépendance

### Distinctions étrangères
- Commandeur de l'ordre national de la Légion d'honneur (France)
- Compagnon de l'ordre du Bain (Royaume-Uni)
- Médaille de Crimée (Royaume-Uni)
- Médaille commémorative de la campagne d'Italie (1859) (France)